# Facundo Quiroga
Facundo Hernán Quiroga (ur. 10 stycznia 1978 w San Luis) – argentyński piłkarz, grający na pozycji obrońcy.

## Kariera klubowa
Swoją karierę klubową, rozpoczął w 1997 roku, kiedy to podpisał kontrakt z Club Atlético Newell’s Old Boys. W tym argentyńskim klubie rozegrał 10 spotkań, ale nie strzelił w nim żadnej bramki. W 1998 roku przeszedł do Portugalskiego klubu - Sporting CP. Rozegrał w nim 44 spotkania, strzelając przy tym 4 bramki. W sezonie 2000/2001 przeszedł do SSC Napoli, gdzie rozegrał 13 spotkań. Już w 2001 roku powrócił do Sportingu i rozegrał w nim tym razem 71 spotkań, strzelając dwie bramki. Łącznie w występach w portugalskim klubie wystąpił 115 razy i strzelił 6 bramek. Od 2004 roku Quiroga, zaczął występować w barwach niemieckiego klubu - VfL Wolfsburg. W tym klubie wystąpił 90 razy i strzelił jedną bramkę. W 2008 roku wrócił do ojczyzny i został zawodnikiem Club Atlético River Plate.